# Malo Laole
Malo Laole (em cirílico:Мало Лаоле) é uma vila da Sérvia localizada no município de Petrovac na Mlavi, pertencente ao distrito de Braničevo, na região de Mlava. A sua população era de 635 habitantes segundo o censo de 2002.

## Demografia
| 1948 | 1953  | 1961  | 1971 | 1981 | 1991 | 2002 |
| ---- | ----- | ----- | ---- | ---- | ---- | ---- |
| 978  | 1 004 | 1 015 | 967  | 937  | 918  | 635  |